# John Keller
John Frederick Keller (Page City (Kansas), 10 de novembro de 1928 - Great Bend (Kansas), 6 de outubro de 2000) foi um basquetebolista estadunidense que integrou a Seleção Estadunidense na conquista da Medalha de Ouro disputada nos XV Jogos Olímpicos de Verão em 1952 realizados em Helsínquia na Finlândia.